# 정재근 (공무원)
정재근(鄭在根, 1961년 ~)은 대한민국의 공무원이다. 1961년 충청남도 논산시에서 태어났고, 2014년 행정자치부 차관을 역임했고, 2017년 2월 2일부터 2020년 3월 11일까지 유엔거버넌스센터 원장을 역임하였다. 2018년에 시집을 낸 시인으로서 대전문인총연합 회원이고, 육군 학사사관 예맥(藝脈) 창립회원이다.

## 학력
- 1973년 대전자양초등학교 졸업
- 1976년 대전북중학교 졸업
- 1979년 대전고등학교 졸업
- 1983년 고려대학교 행정학과 학사 졸업
- 1999년 미국 미시간 대학교 도시계획 대학원 석사 졸업[1]
- 2006년 서울대학교 행정대학원 석사 졸업
- 2013년 대전대학교 행정학과 박사 졸업[2]

## 경력
- 1982 제26회 행정고시 합격 (최연소 합격)
- 1983년 총무처 행정사무관 시보 임용
- 1984년 내무부 행정사무관 발령, 충청남도 도청에서 근무
- 1984년 육군 학사사관 복무를 위해 휴직, 제5기로 장교 임관하고, 보병 제26사단 근무
- 1987년 군 복무 후 충청남도 도청으로 복직
- 1988년 충청남도 공주시 민방위과장
- 1989년 대전광역시 기획계장
- 1991년 내무부 전입 (이후 기획계장, 행정계장 등)
- 2001년 행정자치부 복귀
- 2002년 대통령 정책수석실 행정비서관실 행정관
- 2003년 대통령 정책수석실 정책상황비서관실 행정관
- 2004년 대통령 정책수석실 사회정책비서관실, 정책조정비서관실 행정관
- 2005년 행정자치부 자치제도팀장, 자치행정팀장
- 2006년 충청남도 의회 사무처장, 기획조정실장
- 2008년 행정안전부 대변인
- 2010년 주독일 대한민국대사관 공사 겸 총영사
- 2011년 행정안전부 지방재정세제국장
- 2012년 행정안전부 기획조정실장
- 2013년 안전행정부 지방행정실장[3]
- 2014년 행정자치부 차관 (2014년 11월 19일 ~ 2016년 1월 17일)
- 2016년 대전대학교 행정학과 초빙교수
- 2017년 유엔거버넌스센터 원장 (2017년 2월 2일 ~ 2020년 3월 11일)[4]
- 2020년 9월 ~ 2022년 10월 제9대 대전세종연구원 원장
- 한국행정연구원 객원연구위원
- 서울대학교 공학전문대학원 객원교수
- 2022년 10월 ~ 베이밸리 메가시티 자문위원
- ~ 2022년 10월 세계지방정부연합 (UCLG) 대전총회 조직위원회 사무총장
- 2022년 11월 ~ 한국유교문화진흥원 원장

## 상훈
- 1994년 국무총리표창
- 2003년 근정포장
- 2009년 홍조근정훈장[5]
- 2023년 국민훈장 모란장

## 저서
- 《새 집을 지으면》 (시집, 행복에너지, 2018년) ISBN 979-11-5602-666-2 - 교보문고에서 보기